# حكومة جمال عبد الناصر الرابعة
حكومة جمال عبد الناصر الرابعة هي الحكومة الأولى بعد قيام الجمهورية العربية المتحدة، وتعتبر الثامنة والخمسين في تاريخ سوريا الحديث. تشكلت في 6 مارس 1958 وكانت حكومة مركزية مقرها القاهرة، وذات ثلاث فروع اتحادي، وإقليمي شمالي وإقليمي جنوبي. استبدلت لاحقًا بحكومتين شمالية وجنوبية. أصدرت مجموعة قوانين هامة منها قانون الإصلاح الزراعي.

## نواب رئيس الجمهورية
عُيّن نواب الرئيس بالمادة الأولى من قرار تعيين نواب لرئيس الجمهورية ووزراء بالإقليمين المصري والسوري الصادر في 6 آذار 1958 وحُدّدت اختصاصاتهم في القرار الصادر في 29 آذار 1958.
- عبد اللطيف البغدادي: نائب الرئيس للشؤون الاقتصادية والإنتاجية
- أكرم الحوراني: نائب الرئيس للشؤون الاجتماعية والخدمات العامة
- صبري العسلي: نائب الرئيس لشؤون الوحدة بين الإقليمين ومراحلها والنواحي العامة
- عبد الحكيم عامر: نائب رئيس الجمهورية لشؤون الدفاع والقوات المسلحة

## التشكيل الحكومي
| المنصب                        | الصورة | الاسم                                   | الحزب                    | في المنصب                         |
| ----------------------------- | ------ | --------------------------------------- | ------------------------ | --------------------------------- |
| رئيس مجلس الوزراء             |        | جمال عبد الناصر                         | الاتحاد الاشتراكي العربي | 6 آذار 1958 – 18 تشرين الأول 1961 |
| وزير الحربية                  |        | عبد الحكيم عامر                         |                          | 6 آذار 1958 – 18 تشرين الأول 1961 |
| وزير الخارجية                 |        | محمود فوزي                              |                          | 6 آذار 1958 – 18 تشرين الأول 1961 |
| وزير التربية والتعليم         |        | كمال الدين حسين                         |                          | 6 آذار 1958 - 16 آب 1961          |
| وزير الأوقاف                  |        | أحمد حسن الباقوري                       |                          | 6 آذار 1958 - 10 شباط 1959        |
| وزير الإرشاد القومي           |        | فتحي رضوان                              |                          | 6 آذار 1958 - 7 تشرين الأول 1958  |
| وزير شؤون رئاسة الجمهورية     |        | علي صبري                                |                          | 6 آذار 1958 - 18 تشرين الأول 1961 |
| وزير الداخلية                 |        | زكريا محيي الدين                        |                          | 6 آذار 1958 – 16 آب 1961          |
| وزير الداخلية                 |        | عبد الحميد السراج (الإقليم الشمالي)     |                          | 6 آذار 1958 – 16 آب 1961          |
| وزير الشؤون الاجتماعية والعمل |        | حسين الشافعي                            |                          | 6 آذار 1958 – 7 تشرين الأول 1958  |
| وزير الشؤون الاجتماعية والعمل |        | مصطفى حمدون (الإقليم الشمالي)           |                          | 6 آذار 1958 – 7 تشرين الأول 1958  |
| وزير الصحة العمومية           |        | نور الدين طراف (الإقليم الجنوبي)        |                          | 6 آذار 1958 - 7 تشرين الأول 1958  |
| وزير الصحة                    |        | شوكت القنواتي (الإقليم الشمالي)         |                          | 6 آذار 1958 - 16 آب 1961          |
| وزير العدل                    |        | أحمد حسني (الإقليم الجنوبي)             |                          | 6 آذار 1958 - 16 آب 1961          |
| وزير العدل                    |        | عبد الوهاب حومد (الإقليم الشمالي)       |                          | 6 آذار 1958 - 7 تشرين الأول 1958  |
| وزير الخزانة                  |        | حسن عباس زكي (الإقليم الجنوبي)          |                          | 6 آذار 1958 - 7 تشرين الأول 1958  |
| وزير الخزانة                  |        | فاخر الكيالي (الإقليم الشمالي)          |                          | 6 آذار 1958 - 7 تشرين الأول 1958  |
| وزير الاقتصاد والتجارة        |        | عبد المنعم القيسوني (الإقليم الجنوبي)   |                          | 6 آذار 1958 - 7 تشرين الأول 1958  |
| وزير الاقتصاد والتجارة        |        | خليل الكلاس (الإقليم الشمالي)           |                          | 6 آذار 1958 - 7 تشرين الأول 1958  |
| وزير الأشغال العمومية         |        | أحمد عبده الشرباصي (الإقليم الجنوبي)    |                          | 6 آذار 1958 - 7 تشرين الأول 1958  |
| وزير الأشغال                  |        | نور الدين كحالة (الإقليم الشمالي)       |                          | 6 آذار 1958 - 7 تشرين الأول 1958  |
| وزير الشؤون البلدية والقروية  |        | محمد أبو نصير (الإقليم الجنوبي)         |                          | 6 آذار 1958 - 16 آب 1961          |
| وزير الشؤون البلدية والقروية  |        | أحمد عبد الكريم (الإقليم الشمالي)       |                          | 6 آذار 1958 - 20 أيلول 1960       |
| وزير المواصلات                |        | مصطفى خليل كامل مصطفى (الإقليم الجنوبي) |                          | 6 آذار 1958 - 16 آب 1961          |
| وزير المواصلات                |        | أمين النفوري (الإقليم الشمالي)          |                          | 6 آذار 1958 - 7 تشرين الأول 1958  |
| وزير الزراعة                  |        | سيد مرعي (الإقليم الجنوبي)              |                          | 6 آذار 1958 - 7 تشرين الاول 1958  |
| وزير الزراعة                  |        | أحمد الحاج يونس (الإقليم الشمالي)       |                          | 6 آذار 1958 - 16 آب 1961          |
| وزير التخطيط                  |        | حسن جبارة (الإقليم الشمالي)             |                          | 6 آذار 1958 - 7 تشرين الأول 1958  |
| وزير التموين                  |        | كمال رمزي إستينو (الإقليم الجنوبي)      |                          | 6 آذار 1958 - 18 تشرين الأول 1961 |
| وزير الصناعة                  |        | عزيز صدقي (الإقليم الجنوبي)             |                          | 6 آذار 1958 - 7 تشرين الأول 1958  |
| وزير دولة للإصلاح الزراعي     |        | سيد مرعي (الإقليم الجنوبي)              |                          | 6 آذار 1958 - 7 تشرين الأول 1958  |
| وزير دولة                     |        | صلاح الدين البيطار                      |                          | 6 آذار 1958 - 7 تشرين الأول 1958  |
|                               |        |                                         |                          |                                   |

## روابط خارجية
- مجلس الوزراء السوري
- مجلس الوزراء المصري
- الحكومات السورية على موقع رئاسة مجلس الوزراء
- الحكومات السورية على موقع مجلس الشعب السوري
- وزارات الدولة على بوابة الحكومة الإلكترونية السورية
- الوزارات والهيئات الحكومية على موقع مجلس الشعب السوري
- دليل ومواقع الوزارات - بوابة الحكومة المصرية